# 邦雅曼·兰
邦雅曼·兰（法語：Benjamin Lang，1987年2月4日—），法国男子赛艇运动员。他曾代表法国参加世界赛艇锦标赛，获得二枚银牌。他也曾参加2016年夏季奥林匹克运动会。